# Външна политика на Ливан
Към 2023 г. вътрешнополитическата обстановка в Ливан продължава да се характеризира с нестабилност, като съществено влияние върху страната оказва и развитието на сирийския конфликт и усложнената като цяло ситуация в Близкия изток, вследствие изострянето на религиозния екстремизъм в района. Основната разделителна линия между политическите сили в страната продължава да бъде отношението към Сирия. Политическите партии са групирани в два противостоящи си блока: просирийски – коалицията „8 март“, включваща съюзниците на „Хизбулла“ и някои от християнските маронитски лидери - и антисирийски – коалицията на силите „14 март“. Тежко отражение върху цялостната икономическа кризисна ситуация, както и в социален и хуманитарен аспект оказа допълнително и избухналият взрив на пристанището Бейрут, който постави в бедствено положение столицата. Ливан провежда целенасочена политика спрямо бежанците от Сирия на негова територия, приканвайки за тяхното завръщане и започвайки действия за принудително завръщане на пресеклите нелегално неговите държавни граници. Ливан продължава да търси международна подкрепа и финансова помощ за адекватно решаване на бежанския проблем. Бяха изнесени данни за насилствено депортиране от страна на ливанските власти на близо няколко хиляди сирийски бежанци обратно в Сирия. Обстановката по линия на сигурността в Ливан се характеризира като сравнително спокойна, но същевременно сложна, предвид възникналите напрежения в бежанските центрове, а така също поради честите арести на заподозрени в тероризъм и ежедневните прояви на конвенционална престъпност.
Традиционно дестабилизиращо влияние върху ситуацията в Ливан има наличието на голям брой палестински бежански лагери (12 на територията на цялата страна), които са перманентен генератор на сериозни предизвикателства пред силите за сигурност. Големите регионални сили – най-вече Саудитска Арабия, Иран и Сирия - продължават да използват страната като арена за своите политически войни за регионална хегемония. Огромният брой сирийски бежанци (по неофициални данни – над 1,2 млн. д.) са изключително тежко бреме за икономиката на Ливан – в частност, инфраструктурата, здравеопазването и социалната дейност, което е в основата на силно негативното отношение на местното население към тях. Участието на милиции на „Хизбулла“ в подкрепа на режима в Сирия е източник както на вътрешнополитическо напрежение, така и повод за допълнителна ескалация в отношенията между Ливан и Израел. Ливанското въздушно пространство е обект на постоянни нарушения от израелските ВВС, които го използват за обстрел на позиции на „Хизбулла“ и Иран на сирийска територия.
Икономиката на Ливан се развива в условията на съществени предизвикателства, свързани с липсата на задълбочени реформи в управлението на публичните финанси и на ефективност в усилията за възстановяване на доверието на външните инвеститори. Ливанското правителство изрази на 18 юни 2020 година готовност за икономическо сътрудничество със страни като Китай, Иран и Русия, позовавайки се на единодушното разбиране за отвореност към всички държави, ако се счита, че това е в унисон с интересите на страната. Правителството изготви и изпрати искания до САЩ за освобождаване на Ливан от санкции в редица сектори.
Вследствие на всичките тези фактори външната политика на Ливан се развива в условията на регионално противопоставяне и усилия за налагане на влияние от страна на Иран и Саудитска Арабия, както и инициативи на част от международната общност за преодоляване на институционалните кризи в страната. На практика външната политика на Ливан трудно може да бъде определена като последователна, а по-скоро е базирана на няколко принципа, по които съществува относителен политически консенсус:
- запазване на курса на неутралитет и ненамеса във вътрешните работи на други държави, както и в регионалните кризи;
- приоритетно търсене на допълнително външно финансиране в рамките на установените формати (с ЕС, ООН, както и Международната група за подпомагане на Ливан) за модернизация и развитие на ливанската армия за борба срещу салафитско-джихадистките групировки по ливанско-сирийската граница, както и за справяне с бежанската криза в страната.

Ливан продължава да бъде официално в състояние на война с Израел, като не приема Резолюция на СС на ООН 425 за изпълнена, тъй като под израелска окупация остават отделни части от ливанската територия. Ливанските официални представители използват всеки международен форум, за да протестират срещу системните нарушения на ливанските въздушно пространство и акватория от страна на Израел, които определят като непредизвикани и безотговорни. Основен външнополитически приоритет на Ливан остава и пълното възстановяване на суверенитета на страната върху Южен Ливан в рамките на окончателно, всеобхватно и трайно урегулиране на близкоизточния конфликт, в т. ч. и решаването на палестинския въпрос. Приоритет на Ливан в Източното Средиземноморие е договаряне със заинтересованите страни на съвместно разработване и експлоатация на предполагаемите залежи от нефт и газ в Изключителната икономическа зона на Ливан. Процесът се развива бавно и е поставен в зависимост от геополитическата ситуация в района на Източното Средиземноморие.
Външнополитически приоритет на Ливан е да поддържа и развива балансирани отношения и сътрудничество със страните от ЕС (Франция, Великобритания и др.) и със САЩ, които заявяват политическа подкрепа за стабилността на Ливан. Отношенията Ливан-ЕС се основават на подписаното през 2002 г. Споразумение за асоцииране /в сила от 1 април 2006 г./ и Европейската политика за съседство. ЕС работи основно с ливанските държавни институции, ангажирайки ги с отговорността за управлението на предоставяната помощ. Финансовата подкрепа е дългосрочна и цели засилване на реформите в съответствие с приетия през 2006 г. План за действие, както и правителствената програма за реформи. Европейската подкрепа на Ливан се осъществява и пряко от самите ДЧ на ЕС, както и от европейските финансови институции. Европейска помощ се предоставя на Ливан и чрез UNHCR, UNICEF и СЗО. Организацията на обединените нации разполага с двадесет и пет различни агенции на територията на Ливан, покриващи мандати, които варират от поддържане на мира до защитата на бежанците. Приоритетите на дейността на ООН в Ливан за следващия цикъл 2021 – 2025 г. включват:
- Насърчаване на националния диалог, подкрепящ по-голямата ангажираност на жените и младежите в обществения живот и идентифициране на социалните иновации, които укрепват местния и националния капацитет за поддържане на мира;
- Подобряване на управлението и легитимността на институциите чрез увеличаване на институционалното представителство, ефективността, прозрачността и отчетността;
- Подобряването на устойчивостта на уязвимите общности, засегнати от кризата в Сирия чрез укрепване на националните и под националните институции, за да се отговори на заетостта, на основни услуги и нужди за управление на околната среда в силно засегнатите райони;
- Подобряване на управлението на околната среда, включително мерки за намаляване на емисиите, устойчиви на изменението на климата и програми за управление на околната среда, които защитават националните ресурси и насочват страната към „зелена“ икономика.

## Отношения с България
България и Ливан установяват дипломатически отношения на 19 септември 1966 г. През 1967 г. в Бейрут е открито наше посолство, а през юли 1983 г. в София – посолство на Ливан. Двустранните отношения са традиционно приятелски. През годините на гражданската война в Ливан (1975 – 1990 г.) те са силно ограничени. Въпреки това, в този тежък за страната период посолството на Р България е едно от малкото посолства, което не замразява дейността си в Ливан, като същевременно българската авиокомпания „Балкан“ също не прекъсна полетите си до Бейрут. От края на 90-те години българо-ливанските отношения чувствително се активизират, придобивайки стабилен характер, и са предмет на вътрешнополитически консенсус и в двете страни. Осъществен е обмен на множество визити на високо и най-високо равнище. Актуализирана и разширена е договорно-правната база на сътрудничеството.
През последните 13 г. България заема лидерска позиция по отношение на търговското салдо с Ливан. Най-успешна по отношение двустранната търговия между двете държави се явява 2013 г. когато двустранния стокообмен надхвърля 260 млн. щ.д. Най-ниската стойност на стокообмена между България и Ливан съвпадна с началото на кризата в съседна Сирия през 2011 г. достигайки до 54.5 млн. щ.д. Български инженерни дружества са изграждали в Ливан далекопроводи, енергийни съоръжения, обекти в селското стопанство и в други отрасли на икономиката. На настоящия етап български компании участват като подизпълнители по проекти с държавно и частно финансиране. Добри позиции имат „Агрокомплект“, ”Електроимпекс“, „Газстроймонтаж“ и „Водоканалинженеринг“. В Ливан съществуват Асоциация на ливанските специалисти, завършили висше образование в България (Association of Bulgarian graduates in Lebanon – ABGL) и Дружество на българките в Ливан. Асоциацията на завършилите образованието си в България ливанци е основана през 1988 г. В нея са организирани 674 души специалисти с различно образование. Общият брой на завършилите в България ливанци може да се определи приблизително на около [- 1000|800 – 1000] души и в този смисъл представителността на организацията е впечатляваща. Завършилите в България ливански инженери и медици намират много добра реализация и са много ценени в Ливан. Членовете на Асоциацията са в челните редици на ливанската интелигенция. Асоциацията поддържа връзки с университетите в България и нейни членове посещават организирани от тях научни конференции и симпозиуми. Запазването на тези връзки спомага за представянето на български университети в Ливан. Контактите във всички среди на ливанската интелигенция са спомогнали за подписването на редица договори за сътрудничество между ливански и български университети.